# Оклопњаче класе Кајо Дуилио
Кајо Дуилио (итал. Caio Duilio; име по једном конзулу римске републике, Гају Дуилију) била је класа оклопњача саграђених за Италијанску морнарицу. Саграђена су два брода те класе: Кајо Дуилио (1876) и Енрико Дандоло (1878).
Грађене су по пројекту италијанског поморског официра Бенедета Брина. Бродови су били једни од најбољих своје епохе те су могли да држе у шахи француске ратне бродове.
Ови бродови су били у целости изграђени од гвожђа. Имали су веома ниску висину палубе над водом. Официри су имали просторе на прамцу.

## Подаци
- Подаци